# 14252 Одрімейер
14252 Одрімейер (14252 Audreymeyer) — астероїд головного поясу, відкритий 4 січня 2000 року.
Тіссеранів параметр щодо Юпітера — 3,609.